# ایستگاه متروی استاد شهریار
ایستگاه متروی استاد شهریار یکی از ایستگاه‌های متروی تبریز است که در بلوار استاد شهریار واقع شده‌است. این ایستگاه، ایستگاه شمارهٔ ۶ خط یک است.

## مشخصات
ایستگاه متروی استاد شهریار در بلوار استاد شهریار و در خط یک متروی تبریز قرار گرفته و از نوع ارتفاعی است. مساحت کل ایستگاه ۶۵۰۰ متر‌ مربع و دارای ۲ طبقه و ۴ ورودی است. این ایستگاه در مجاورت ساختمان مرکزی متروی تبریز قرار گرفته‌است.

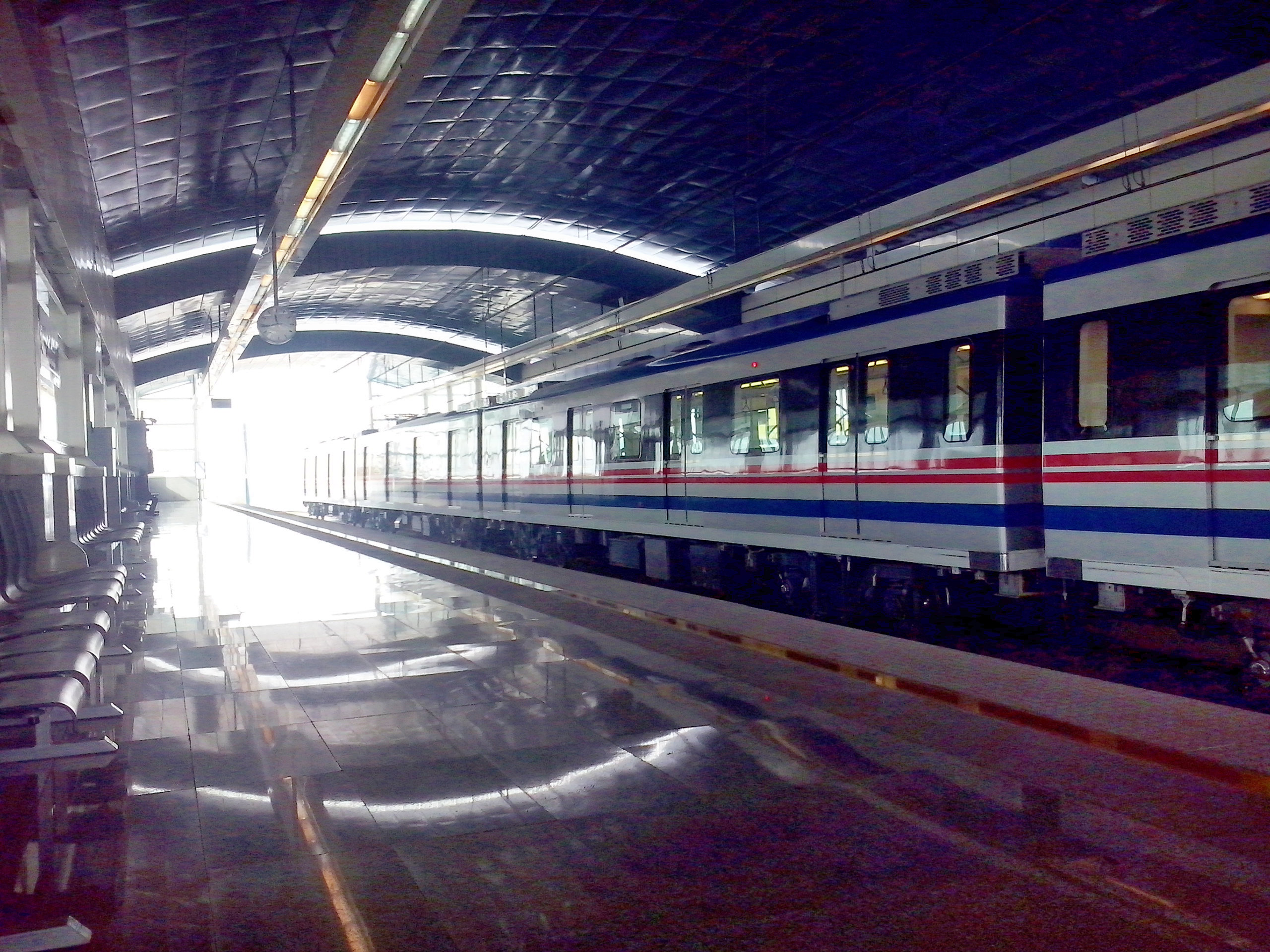
قطار مترو در ایستگاه شهریار.
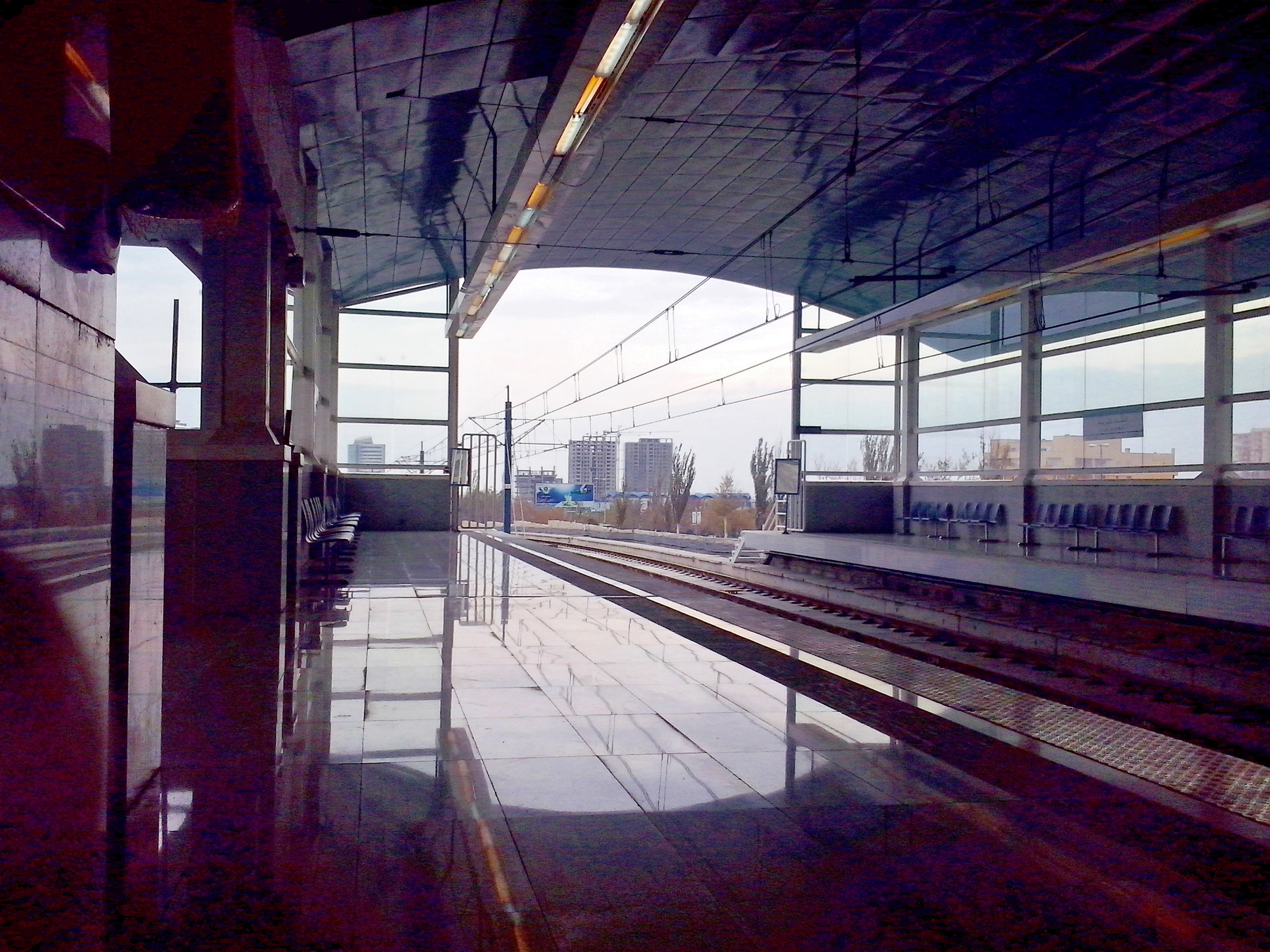
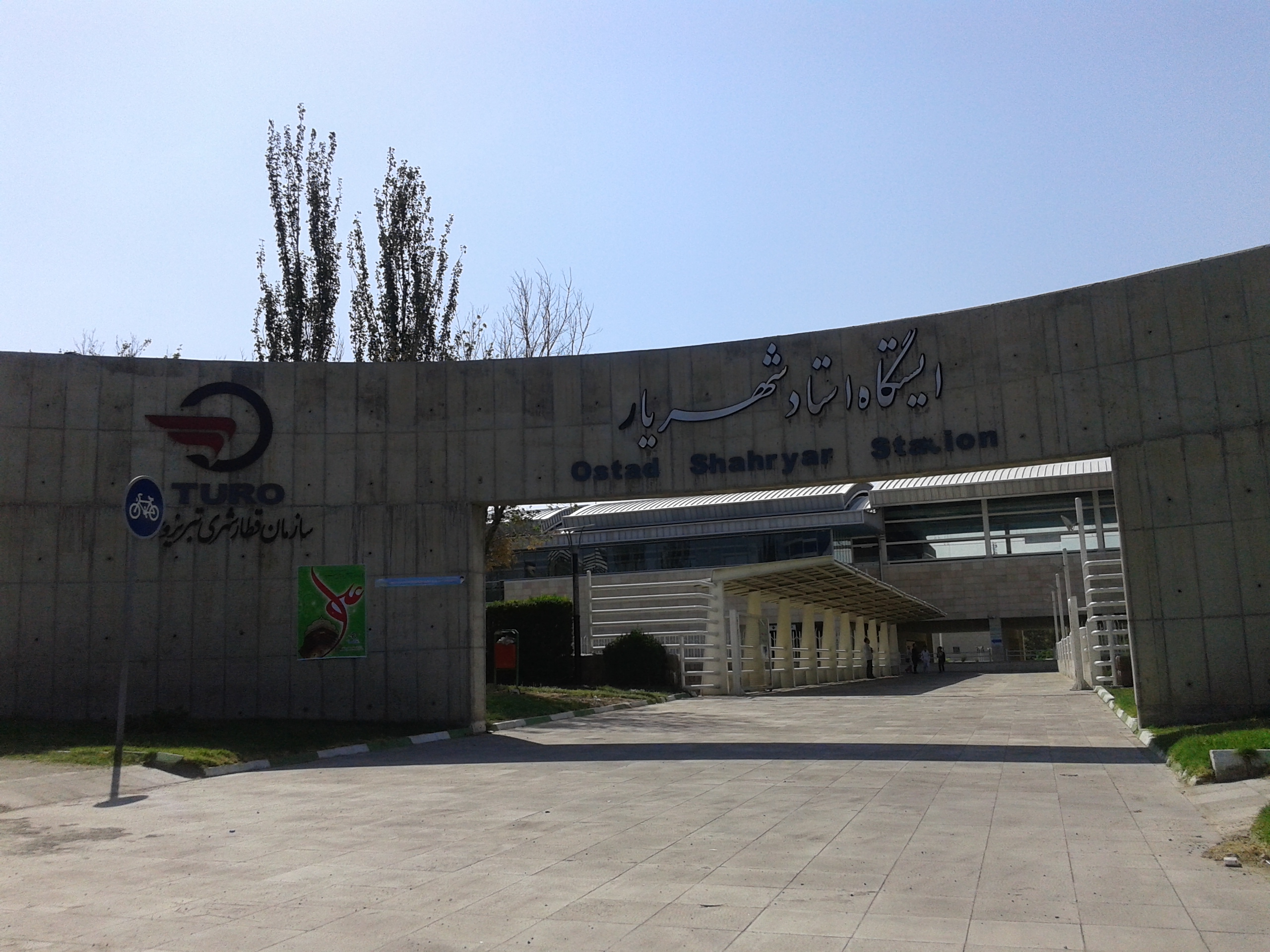
ورودی ایستگاه.